# Moraea schaijesiorum
Moraea schaijesiorum là một loài thực vật có hoa trong họ Diên vĩ. Loài này được Geerinck mô tả khoa học đầu tiên năm 2003.